# Черкаські берегові схили

Розташування території

Черка́ські берегові схили — природоохоронна та історична заповідна територія, що міститься в місті Черкаси, Україна. Вона була створена 29 березня 1991 року згідно з рішенням Черкаського облвиконкому № 64.
Заповідна територія знаходиться в самому місті і охоплює берегові схили долини річки Дніпро, на якій зараз збудоване Кременчуцьке водосховище. Ця зона заповідана у зв'язку з найбільшою концентрацією на ній пам'яток археології на території міста Черкаси, як конкретних археологічних об'єктів, так і ділянок культурного шару. Охоплює територію у 22 тис. га і простягається від Соснівки включно до колишнього рафінадного заводу, у ширину від урізу води чи проїжджої частини вул. Гагаріна до траверзу таких вулиць, як Хрещатик, Верхня Горова, Нижня Горова. З усібіч заповідна зона оточена зоною регульованої забудови (100—200 м завширшки), де будівництво і земляні роботи можуть відбуватися лише з дозволу і під наглядом фахівців з державного органу охорони пам'яток. Крім того, кожна з пам'яток археології має власну охоронну зону (50-200м), будівництво у якій також обмежене або заборонене. Це найдавніша територія, заселена людиною на території Черкас, тому саме тут є найбільш перспективними подальші пошуки старожитностей.
Створена задля збереження комплексу найдавніших історичних пам'яток міста, зокрема, найважливішої з них — решток Черкаського замку, розташованого на Замковій горі. Саме тут археологами були знайдені важливі знахідки, які підтверджують різні етапи розвитку міста з XIV століття. У межах заповідної території нині стоїть на державному обліку близько 20 пам'яток археології віком від VII тис. до н. е. до XVIII ст. При подальших дослідженнях кількість пам'яток може бути суттєво збільшена. Серед цих пам'яток — стоянка мезоліту, поселення епохи бронзи і ранньої залізної доби, 4 городища віком не менше 2 тисячі років, могильник та поселення часів черняхівської культури (IV ст. н. е.), культурний шар пізньосередньовічного міста Черкаси (XIV—XVIII ст.) і 2 середньовічні замчища, майстерня ХІХ ст. Крім того, є ще ряд нововиявлених пам'яток, котрі ще не взяті на державний облік (наприклад, поселення IV—XII ст. поблизу готелю «Дніпро»), але охоронний статус яких, згідно з Законом, не відрізняється від статусу вже зареєстрованих пам'яток.

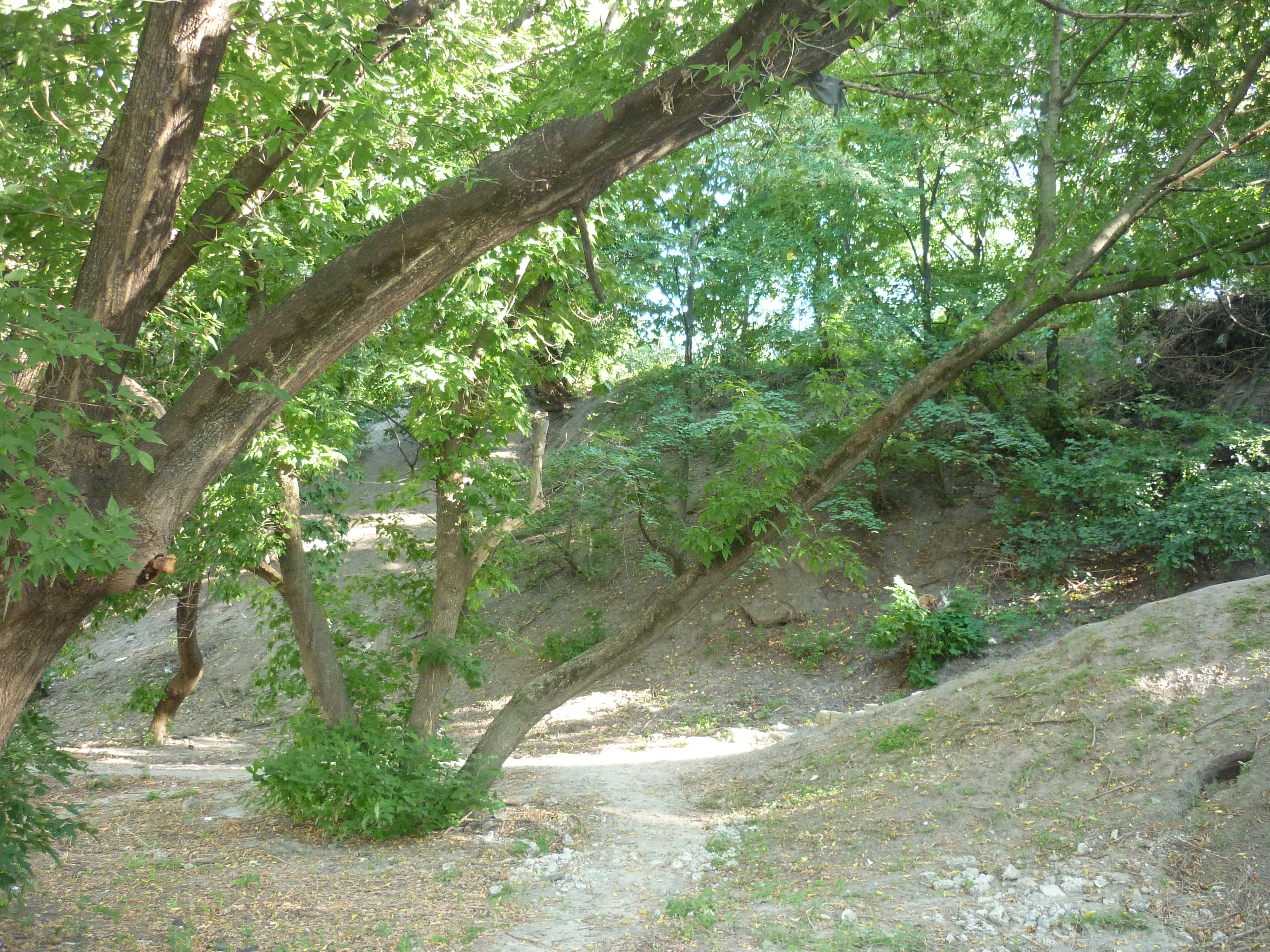
Вигляд з Митниці
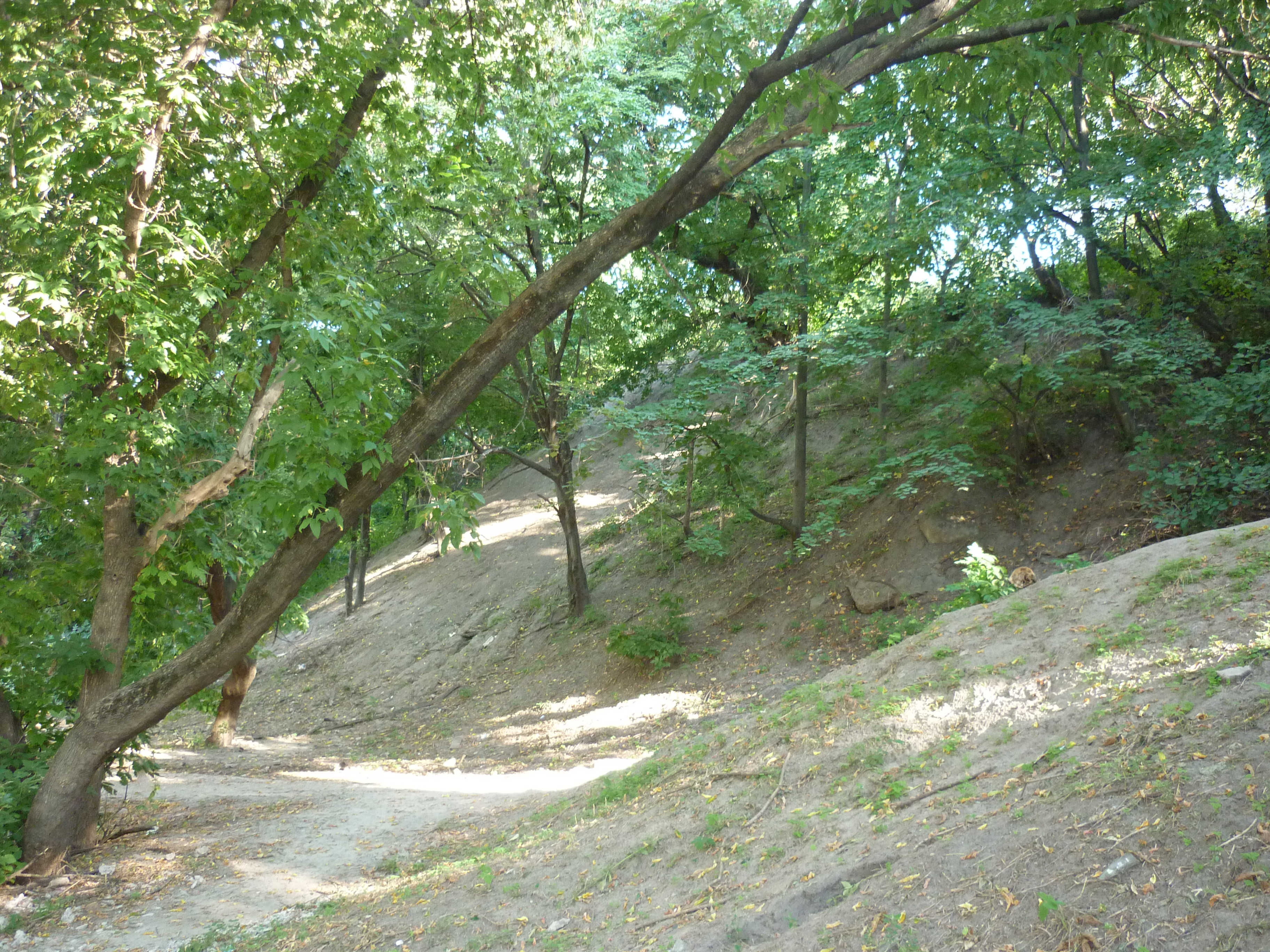
Вигляд з Митниці

| Черкаси | Це незавершена стаття про Черкаси. Ви можете допомогти проєкту, виправивши або дописавши її. |